# Hoosiers
Hoosiers es una película estadounidense de 1986, dirigida por David Anspaugh e interpretada en su papel protagonista por Gene Hackman que obtuvo dos nominaciones a los Oscar en 1987, al mejor actor de reparto (Dennis Hopper) y a la mejor banda sonora (Jerry Goldsmith). Está inspirada en la historia real del Instituto Milan de Indiana, que ganó el campeonato estatal de baloncesto en 1954 siendo un equipo de un pequeño pueblo y cuando el campeonato de baloncesto de High Schools en indiana, dependiente de la IHSAA, se jugaba en una única categoría. Ya en 1953 los Indians de Milan  habían sido subcampeones del estado.
Hoosiers se sitúa en el puesto 13 de la lista AFI's 100 años... 100 inspiraciones que elaboró el American Film Institute con las 100 películas más inspiradoras en el año 2005. Forma parte del AFI's 10 Top 10 en la categoría "Películas de deporte".
Recientemente ha sido elegida por los lectores del periódico USA Today como la mejor película deportiva de todos los tiempos. En 2001 fue incluida en el National Film Registry por la Biblioteca del Congreso de Estados Unidos por ser cultural, histórica o estéticamente relevante.

## Argumento
La película está basada en un hecho real sucedido en 1954, cuando el Instituto Milan, de la pequeña localidad del mismo nombre, ganó el campeonato estatal de Indiana de baloncesto. Algunos elementos de la película están muy cercanos a lo que ocurrió, como el instituto Hickory de la película, un centro muy pequeño en una población rural del interior de Indiana. Ambas escuelas tenían una plantilla de jugadores muy bajos. Ambos ganaron la final estatal por dos puntos: Hickory ganó 42-40 mientras en la vida real Milan lo hizo por 32-30. La canasta decisiva está anotada prácticamente desde el mismo punto en ambas historias, la real y la ficticia, mientras que el pabellón en el que se desarrollan los acontecimientos es en ambos casos el Hinkle Fieldhouse de Indianápolis.
A día de hoy existe en el pueblo de Milan el Milan 54´ Museum en el que se exhibe mucho material de la época relacionado con el baloncesto, con el high school y sus deportes, con el camino que tuvo que seguir el equipo hasta la victoria y con muchos objetos, material y ropa usada en la película.

### Diferencias con la historia real
- Las plantillas

En la película, Hickory comienza la temporada sin fase de selección, ya que solamente 7 jugadores se apuntan al equipo. dos de ellos lo dejan el primer día, mientras que el entrenador convence a la estrella local, Jimmy Chitwood, para jugar, por lo que, incluyendo al joven que ejerce como ayudante del entrenador, son 7 finalmente los componentes de la plantilla. En Milán, 58 de los 73 alumnos matriculados en el instituto intentaron entrar en el equipo, quedando al final una plantilla de 10 jugadores.
- Controversia del entrenador

La controversia que rodeaba al entrenador y sus métodos, un importante elemento en la historia de la película, está completamente ausente en la historia real. En la realidad había ciertas discrepancias con el entrenador que se encargó de mitigar Bobby Plump, el jugador que marcaría la canasta decisiva en la final ante el Muncie High School. Bobby apeló al resultado tan excelente que habían conseguido el año anterior: el subcampeonato
- El borracho del pueblo

El personaje del borracho del pueblo, Wilbur "Shooter" Flatch, padre de uno de los jugadores, y que finalmente ejerce de entrenador asistente, no existió en la historia real de Milán.
- El entrenador anterior

En la película, el mejor jugador de Hickory rehúsa jugar debido al repentino fallecimiento del anterior entrenador. Esto no tiene paralelismo con la historia real.
- El encargado del material

El ayudante de Hickory y encargado del material, el llamado "manager" en los HIgh Schools americanos, Ollie MacFarlane, tiene que salir a jugar unos segundos decisivos en un partido importante, anotando los dos tiros libres que dieron la victoria a su equipo. En Milan existió un ayudante de nombre similar, Oliver Jones, pero nunca llegó a jugar.
- Finales de partido apretados

En la película, Hickory gana cada partido del torneo por dos puntos o menos. En 1954, Milán ganó 7 de sus 8 partidos antes de la final por más de 10 puntos.
- Entrenadores

Wood, el auténtico entrenador de Milan, que murió de cáncer de huesos en 1999, difícilmente podría encontrar algún parecido con Norman Dale, el personaje que interpreta Hackman. Dale es una persona de mediana edad, con un pasado sombrío y un temperamento volátil, que mantiene una relación sentimental con una profesora del colegio. Wood solo tenía 26 años, y estaba casado y con dos hijos.

## Reparto
| Actor           | Personaje      |
| --------------- | -------------- |
| Gene Hackman    | Norman Dale    |
| Barbara Hershey | Myra Fleener   |
| Dennis Hopper   | Shooter Flatch |
| Sheb Wooley     | Cletus Summers |
| Maris Valainis  | Jimmy Chitwood |